# 任让 (东晋)
任讓（？—329年），平原郡人，东晋初期武将。蘇峻之乱中，他作为蘇峻軍中心将领发挥了积极作用。
任讓在東晋冠軍将軍蘇峻麾下为参軍。咸和二年（327年）十月，朝廷密谋剥夺蘇峻的军权。召苏峻入朝为大司農，下令将军权移交给苏峻弟弟蘇逸。苏峻虽然本意拒绝，但考虑到朝廷严令，决定亲赴朝廷。任讓劝说蘇峻：“将军到时候即使要求贬往荒郡，也不会获得允许，事情已发展到这样，恐怕已无生路，不如领兵自守。”阜陵县令匡術也怂恿苏峻造反，苏峻于是不听朝廷的命令。
他被任命为驃騎将軍蘇峻的司馬。咸和三年（328年）九月，任讓接替战死的蘇峻，以蘇逸为主，在石头城加强防御。
咸和四年（329年）正月，右衛将軍劉超、侍中鍾雅、怀德县令匡術、建康县令管旆等人计划奉晋成帝司馬衍，投奔城外镇压軍。蘇逸发现此事后，命任讓逮捕刘超和钟雅。任讓入宫，擒获劉超、鍾雅。司馬衍抱住刘超、鍾雅，哭着哀求饶二人性命。任讓并不在意，将司馬衍与刘超、钟雅分开，将二人杀死。
二月，镇压軍攻打石頭城。蘇碩軍敗，任讓被俘。镇压军盟主征西大将軍陶侃是任讓的老朋友，请求司馬衍饶他一命。司馬衍不肯放过任讓杀害刘超、鍾雅的责任，任讓于是被处决。
任讓从小就轻狂不法。当时，身为州大中正的華恒，无奈贬黜他的品流。任讓当了蘇峻的属下，一怒之下杀了很多人，但当他见到华恒时，就改变了主意，对华恒谦恭恭敬，从未有过凶暴行为。蘇逸杀死刘超、钟雅的同时，也想要处决华恒。然而，任讓极力拯救和保护華恒，華恒才幸免于难。